# Seksuel lavalder
Den seksuelle lavalder er en aldersgrænse, som er indført for at beskytte børn og unge mod voksnes misbrug. På engelsk hedder begrebet age of consent. Heri ligger, at der er tale om den alder, hvor den unge regnes for at være i stand til at give samtykke til sex.

## Danmark
I Danmark er den seksuelle lavalder som udgangspunkt 15 år, jf. straffeloven § 222.
Ordet "lavalder" optræder intet sted i straffelovens tekst, men det er alligevel ud fra den, man definerer lavalderen. Det gør man ved at drage en såkaldt modsætningsslutning ud fra det strafferetlige legalitetsprincip om, at alt, hvad der ikke er eksplicit forbudt, er tilladt.
Straffelovens § 222 beskriver hovedreglen:
Stk. 1. Den, som har samleje med et barn under 15 år, straffes med fængsel indtil 8 år.
Dog kan man ifølge § 223 straffes for sex med en person under 18 år, hvis man står i et autoritetsforhold til den unge – den såkaldte Lærerparagraf:
 Stk. 1. Den, som har samleje med en person under 18 år, der er den skyldiges adoptivbarn, stedbarn eller plejebarn eller er betroet den pågældende til undervisning eller opdragelse, straffes med fængsel indtil 4 år.
 Stk. 2. Med samme straf anses den, som under groft misbrug af en på alder og erfaring beroende overlegenhed forfører en person under 18 år til samleje.
Ifølge § 224 stk. 2 er det forbudt at købe sig til sex med en person under 18 år.
§ 225 præciserer, at reglerne ud over samleje også omfatter "andet seksuelt forhold end samleje".

### Historisk udvikling i Danmark
Indtil straffeloven af 1930 trådte i kraft, var den seksuelle lavalder for piger fastsat til 12 år, mens der ikke var fastsat en tilsvarende lavalder for drenge (straffelov 1866- § 173). Den seksuelle lavalder var gældende for heterosex, mens homosex var forbudt . I 1930 blev lavalderen fastsat til 15 år for begge køn for almindelig heterosex og 18 år for ældres forførelse. Den homoseksuelle lavalder blev sat til 18 år og 21 år for forførelse. I 1961 vedtog Folketinget stk. 4 til Borgerlig straffelovs § 225, kendt som Den grimme lov, der kriminaliserede det at betale en homoseksuel trækkerdreng. Betaling kunne f.eks. være en pakke cigaretter eller en taxa. Baggrunden var den forførelsesteori, der handlede om at den ældre kunne forføre den yngre til selv at blive homoseksuel.
Straffelovens § 224, stk. 4 bortfaldt i 1965 og straffen for homoseksuel prostitution, straffelovens § 230, bortfaldt i 1967. I 1976 blev lavalderen også 15 år for homoseksuelle.

## Verden
I Europa er lavalderen mellem 14 og 18 år. I USA er den mellem 16 og 18 år. I en del lande er mandlig homoseksualitet forbudt. I andre er lavalderen for mandlig homoseksualitet højere end for heteroseksualitet og kvindelig homoseksualitet.
I flere lande, herunder Danmark, kan statsborgere straffes for sex med personer under den seksuelle lavalder, selv om forholdet er foregået i en fremmed stat.

### Yemen
Officiel yemenitisk lovgivning fastsætter at lavalderen i landet er 15 år, men lovgivningen kan tilsidesættes, hvis den menes at stride mod islam eller lokale stammeskikke. Efter yemenitisk lovgivning er sex kun tilladt mellem ægtefæller, men der er ingen aldersgrænse for indgåelse af ægteskab. Den reelle lavalder i Yemen er dermed meget lav, og lovgivningen forhindrer ikke sex med børn. Et eksempel på dette var Nujood Alis sag, der vakte stor opstandelse i det internationale samfund, idet hun som kun tiårig søgte skilsmisse fra en mand på mere end tre gange hendes alder, der tvang hende til sex.
En undersøgelse foretaget i 2006 fastslog, at 52% af yemenitiske piger er gift når de fylder 18.

### Saudi-Arabien
Sex er kun tilladt indenfor ægteskabets rammer i Saudi-Arabien, men indtil 2019 var der ingen regler for, hvor tidligt et ægteskab kunne indgås. Landet havde formodentlig den højeste andel af børneægteskaber i Mellemøsten, og man kunne eksempelvis opleve, at piger på 8 år blev gift med mænd på mere end 60 år. I januar 2019 blev ægteskab for børn under 15 år forbudt, og i december 2019 blev minimumsalderen for ægteskaber hævet til 18 år. For 16-18-årige vil en særlig domstol dog kunne give tilladelse til ægteskab, hvis det vurderes, at det er til fordel for den unge person.